# Classe Moskva
Pour les articles homonymes, voir Moskva (croiseur) et Moskva.
 (février 2012).
Si vous disposez d'ouvrages ou d'articles de référence ou si vous connaissez des sites web de qualité traitant du thème abordé ici, merci de compléter l'article en donnant les références utiles à sa vérifiabilité et en les liant à la section « Notes et références ».
La Classe Moskva ou Projet 1123/Kondor (en russe : Кондор), est un type de croiseur porte-hélicoptères de la marine soviétique. Elle est composée de 2 unités, le Moskva et le Leningrad. Elles sont construites par les chantiers navals de Nikolaïev de 1962 à 1965. À l'instar des autres croiseurs porte-hélicoptères de l'époque (les Andrea Doria et Vittorio Veneto italiens, la Jeanne d'Arc française), l'armement des Moskva était regroupé sur la plage avant, de massives superstructures et un vaste pont d'envol à l'arrière surmontant les deux hangars.

## Projet d'étude

### La genèse du Projet 1123
Au sortir de la Seconde Guerre mondiale, l'URSS avait parfaitement compris l'impact du porte-avions dans le cadre de la guerre navale, de nombreux projets ont même été étudiés et planifiés mais les difficultés étaient innombrables pour les défenseurs des porte-avions au sein de la marine soviétique. Il y avait d'abord les difficultés techniques ; les pays qui s'étaient dotés de porte-avions dans les années 1920 et 1930 peuvent en témoigner, l'acquisition d'une vraie capacité aéronavale requiert beaucoup de moyens financiers, et de savoir-faire. À quoi s'ajoutait en URSS le contexte politique ; l'Union des Républiques Socialistes Soviétiques s'étant définie comme un pays anti-impérialiste, il était difficile pour la marine soviétique de demander la construction des navires symboles du dit impérialisme, Khrouchtchev parlant même d'arme d'agression. Enfin, le cadre géographique de l'URSS ne rendait pas service aux pro-porte-avions puisque la marine soviétique devait se battre soit dans des mers fermées (Baltique, Mer Noire), soit difficilement accessibles aux porte-avions (Océan Glacial Arctique) ; seul le Pacifique était un terrain de jeu favorable. Tous les projets de porte-avions furent de toute façon stoppés par le limogeage le 8 décembre 1955 de l'amiral Kouznetsov, leur principal avocat. Ce n'est que vingt ans plus tard que les études de porte-avions reprendront en URSS avec l'Orel et l'Oulianovsk, seuls vrais porte-avions soviétiques qui ne seront jamais achevés.
La marine soviétique n'était cependant pas totalement fermée aux innovations et tous les amiraux dont le premier d'entre eux, l'amiral Gorchkov, avaient compris l'utilité de l'hélicoptère dans la lutte anti-sous-marine (ASM). Afin de frapper les sous-marins américains lanceurs d'engins, l'URSS imagine une classe de croiseurs porte-hélicoptères qui après plusieurs années d'études allait aboutir aux porte-hélicoptères de la classe Moskva.

### Projet 1123 Moskva/Kondor (Кондор)
Le premier projet envisagea la réutilisation d'une coque de croiseur de classe Sverdlov qui devait compter 23 navires, mais dont seulement 14 furent achevés, 9 coques étant disponibles. En janvier 1959, l'amiral Gorchkov demande l'étude d'un projet de navire capable de combattre les sous-marins en haute mer au sein d'un groupe de chasse, le navire en question devant en assurer le commandement. Le premier projet donnait un bâtiment de 4 500 tonnes, filant à 35 nœuds et pouvant embarquer 8 hélicoptères Kamov Ka-25 avec un armement défensif réduit. Le 18 août 1959, le bureau central de construction proposa d'accroitre le nombre d'hélicoptères embarqués de 8 à 14 et de renforcer l'armement anti-sous-marin et antiaérien ce qui portait le tonnage à 8 000 tonnes et réduisait la vitesse à 32 nœuds. Le projet 1123 Kondor est officiellement lancé le 25 janvier 1960 avec pas moins de huit variantes : quatre avec divers systèmes propulsifs, trois avec un armement différent et un tonnage réduit et même un avec une coque catamaran.
Le projet définitif fut arrêté le 29 septembre 1960 avec la même propulsion que les croiseurs de classe Kynda. Pourtant les recherches se poursuivirent, signe d'une certaine indécision au sein des hautes sphères de la marine soviétique, donnant naissance à seize nouvelles variantes, le tonnage ne cessant d'augmenter jusqu'à ce que les caractéristiques techniques définitives soient arrêtées le 28 novembre 1963, alors que la construction du Moskva avait déjà commencé à Nikolaïev.

## Description technique
Le pont d'envol des Moskva mesurait 86 mètres de long sur 34 mètres de large. Un hangar au bout de ce pont pouvait accueillir deux hélicoptères côte à côte. Le pont d'envol disposait de trois points de saisie et de 4 spots d'appontage numérotés 1 à 4, un cinquième spot marqué par la lettre P occupant l'espace central. Deux ascenseurs pour aéronefs de 16,5 m de long sur 4,5 m de large le reliaient à un entrepont de 50 m de long sur 22 de large. L'entrepont pouvait accueillir jusqu'à 18 Kamov Ka-25 même si généralement seuls 14 appareils étaient embarqués.
| Armement     | - système M-11 Shtorm : 2 rampes doubles B-187A pour missiles surface-air V-611 (SA-N-3 Goblet) / 96 missiles - système Vikhr : 1 rampe double MS-18 pour missiles ASM 82-R (SUW-N-1) / 48 missiles - 2 affûts doubles de 57 mm AK-725 - 2 tourelles doubles de 30 mm AK-230 (débarqués) - 2 lance-roquettes ASM RBU-6000 Smertch 2 de 250 mm / 120 roquettes - 2 plates-formes quintuples de tubes lance-torpilles de 533 mm PTA-53-1123 (débarquées dans les années 1970 car inutilisables) |
| Électronique | - 1 radar de veille aérienne tridimensionnelle MR-600 Voskhod (« Top Sail ») - 1 radar de veille aérienne tridimensionnelle MR-310 Angara-A (« Head Net C ») - 2 radars de conduite de tir Grom (« Head Light A ») pour les missiles surface-air - 2 radars de conduite de tir MR-103 Bars (« Muff Cob ») pour l'artillerie de 57 mm - 3 radars de navigation Vaïgatch (« Don 2 ») - 1 système de guerre électronique Gourzouf (« Side Globe ») - 1 système de guerre électronique Zaliv (2 « Bell Clout », 2 « Bell Slam », 2 « Bell Tap », 2 « Top Hat ») - 2 lance-leurres PK-2 (remplaçant les AK-230) - 1 sonar de coque MG 342 Orion (« Moose Jaw ») - 1 sonar remorqué MG-325 Vega (« Mare Tail ») - 2 systèmes IFF Nikel-KM et Krom-KM (« High Pole A » et « B ») |

## Les navires
| Nom       | Chantier naval                       | Mise en chantier | Lancement       | Mise en service  | Commentaire                                                  |
| --------- | ------------------------------------ | ---------------- | --------------- | ---------------- | ------------------------------------------------------------ |
| Moskva    | Chantiers de Tchernomorsky Nikolaïev | 15 décembre 1962 | 14 janvier 1965 | 25 décembre 1967 | Retiré du service en 1991 et vendu pour la ferraille en 1996 |
| Leningrad | Chantiers de Tchernomorsky Nikolaïev | 15 janvier 1965  | 31 juillet 1965 | 2 juin 1969      | Retiré du service en 1991 et vendu pour la ferraille en 1996 |

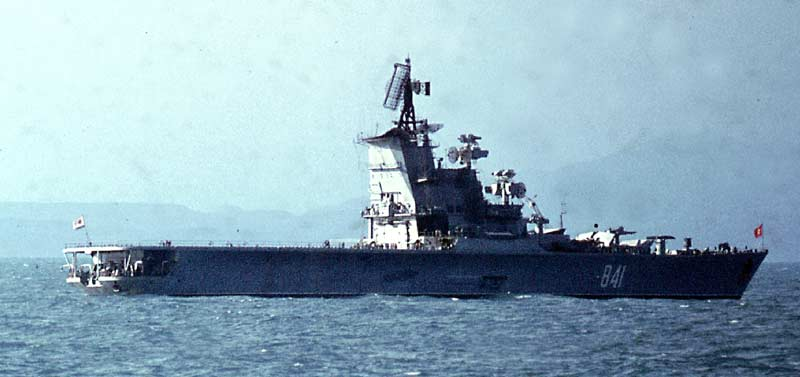
Le Moskva au large des côtes marocaines en janvier 1970.
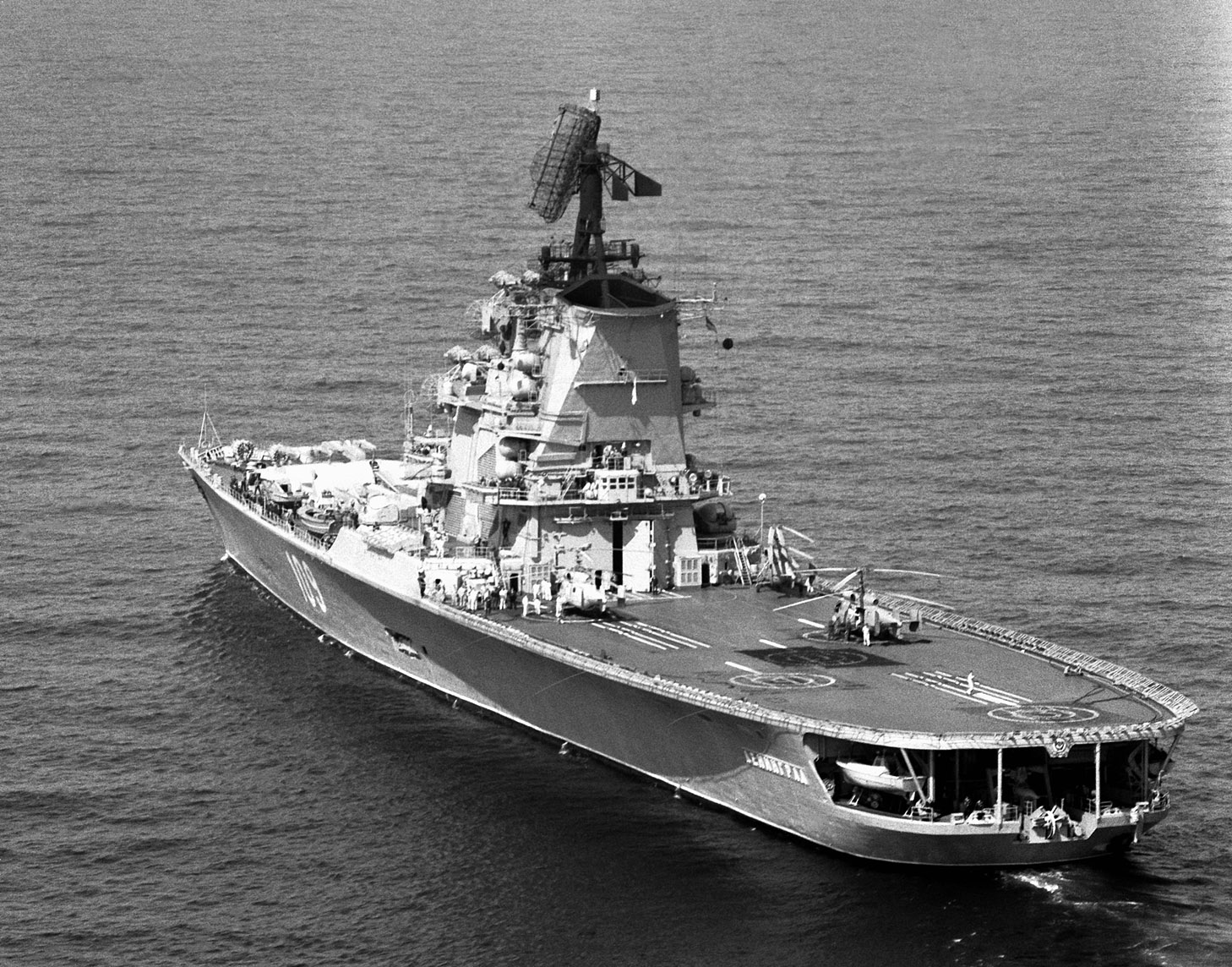
Vue du Leningrad.